# Conferenza ONU sui cambiamenti climatici 2013
La Conferenza delle Nazioni Unite sui cambiamenti climatici del 2013, conosciuta anche come COP19, è stata la XIX Convenzione quadro delle Nazioni Unite sui cambiamenti climatici e si è tenuta a Varsavia (Polonia) dall'11 al 23 novembre 2013. La conferenza incorporava la 19ª Conferenza delle Parti (COP19) e la 9ª Conferenza delle Parti del Protocollo di Kyoto (CMP9).

## Contesto
Diversi accordi preliminari ed effettivi sono stati in primo piano nei colloqui, tra cui: crediti inutilizzati dalla prima fase del Protocollo di Kyoto, miglioramenti a diversi meccanismi di intervento dell'UNFCCC e un perfezionamento della misurazione, rendicontazione e verifica delle emissioni di gas serra.
I delegati si concentreranno sulle potenziali condizioni di un accordo globale finale sui cambiamenti climatici che dovrebbe essere ratificato nel 2015 alla COP21 di Parigi.

## Paese organizzatore

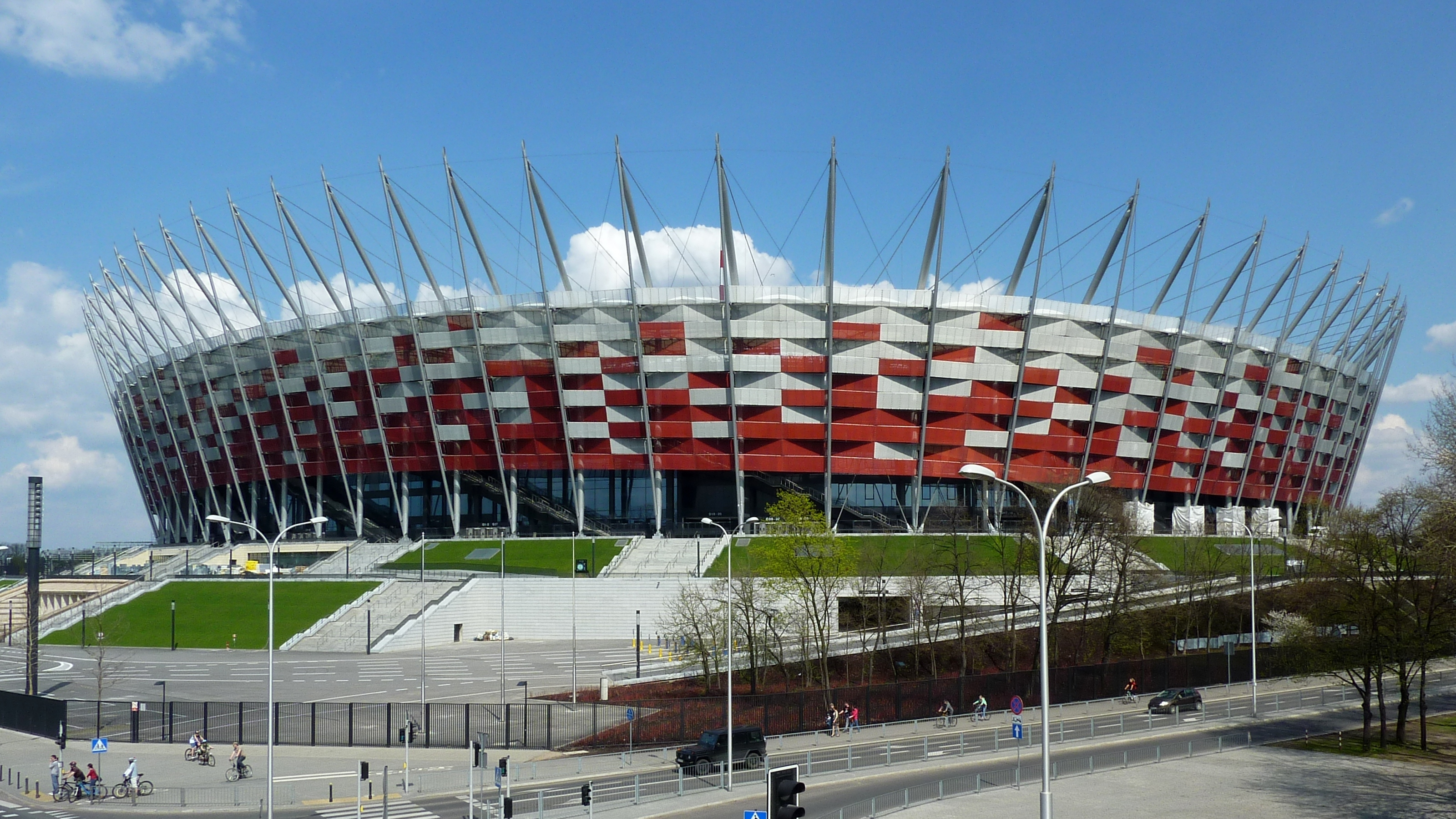
Lo stadio nazionale di Varsavia, sede della Conferenza

L'organizzazione delle conferenze UNFCCC avviene con il principio della rotazione tra le regioni delle Nazioni Unite e nel 2013 Varsavia, capitale della Polonia, è stata scelta in rappresentanza del Gruppo dell'Europa orientale per la COP19.
La scelta della Polonia è stata criticata dalle organizzazioni ambientaliste, tra cui Greenpeace, a causa del mancato impegno del Paese a ridurre l'uso di combustibili fossili e aumentare l'uso di energie rinnovabili. Si prevede che nel 2013 l'88% dell'elettricità della Polonia proverrà dal carbone, rispetto alla media globale del 68% di elettricità da combustibili fossili.
I negoziatori della Polonia hanno bloccato le proposte dell'Unione europea per intervenire nel modo più efficace contro il riscaldamento globale; da sola contro gli altri paesi dell'Unione, nel 2011 la Polonia ha bloccato gli obiettivi di emissione proposti per il 2050, e il suo ministro dell'ambiente Marcin Korolec (presidente della COP19) si è dichiarato scettico sulla strategia dell'Unione europea di dare l'esempio.
Per partecipare alla Conferenza si sono registrati 10 106 partecipanti di 189 paesi, ma solo 134 ministri hanno partecipato.
Quattro paesi tra i più vulnerabili ai cambiamenti climatici erano rappresentati dal loro presidente o primo ministro: Tuvalu, Nauru, Etiopia e Tanzania.
Il primo ministro polacco Donald Tusk ha destituito Marcin Korolec, preferendogli un politico maggiormente in grado di fornire una «accelerazione radicale delle operazioni sul gas da argille» nel paese; tuttavia, Korolec è rimasto ministro plenipotenziario del governo polacco per la Conferenza.

## Negoziati

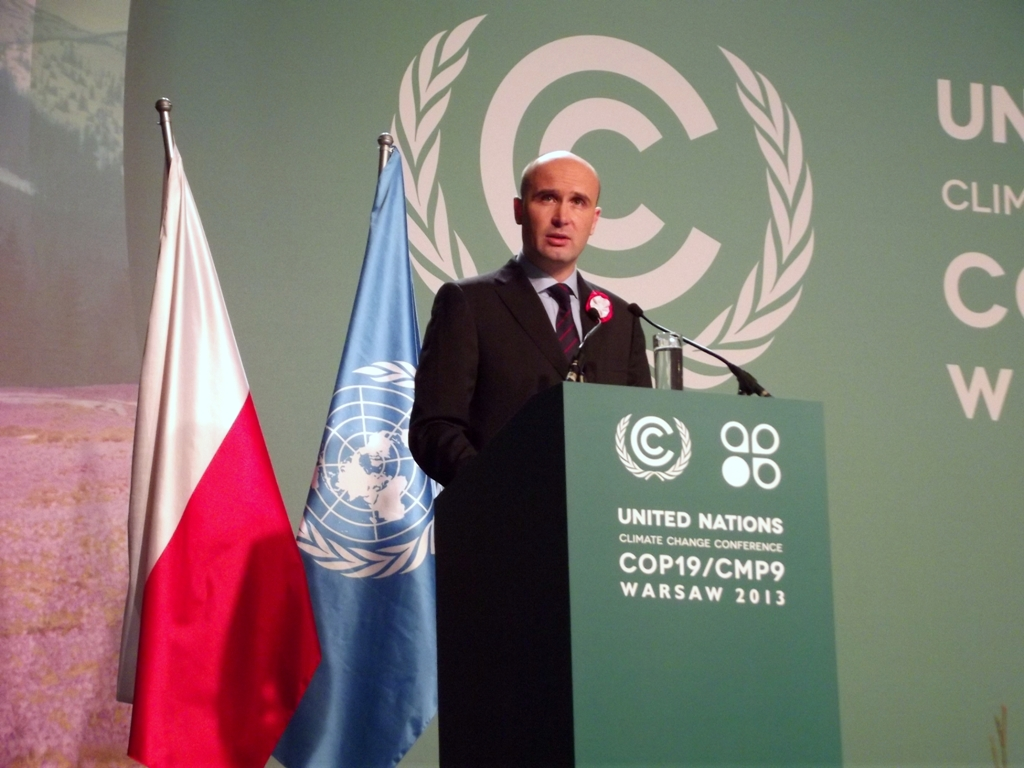
Marcin Korolec apre i lavori della COP19

L'obiettivo generale della conferenza è ridurre le emissioni di gas serra per limitare l'aumento della temperatura globale a 2 °C rispetto ai livelli attuali.
Secondo Christiana Figueres, segretario esecutivo della Convenzione quadro delle Nazioni Unite sui cambiamenti climatici (UNFCCC), «Le emissioni globali di gas serra devono raggiungere il picco in questo decennio e arrivare a zero emissioni nette entro la seconda metà di questo secolo [...] I governi nazionali devono agire per ridurre al minimo gli impatti sulle loro popolazioni e garantire uno sviluppo sostenibile per generazioni. Il settore privato deve agire per ridurre al minimo il rischio climatico e cogliere le opportunità. E il processo internazionale deve andare avanti ora per gettare le basi per un ambizioso accordo universale sui cambiamenti climatici nel 2015».
L'energia pulita, e in particolare il finanziamento e il trasferimento tecnologico delle energie rinnovabili nei paesi in via di sviluppo, saranno di primaria importanza durante la conferenza.
Il ministro dell'ambiente indiano, Jayanthi Natarajan, ha affermato prima dei colloqui che «La più importante pietra miliare sarebbe il finanziamento del clima e la capitalizzazione del Fondo verde per il clima (GCF), cosa che non è avvenuta affatto. I paesi sviluppati che si sono impegnati in precedenza hanno ora iniziato a parlare di fonti alternative di finanziamento, mentre a nostro avviso questi sono impegni delle parti della COP».
Nella COP15 di Copenaghen (2009) i paesi sviluppati avevano concordato di costituire il Fondo verde per il clima (GCF) con la dotazione di 100 miliardi di dollari entro il 2020 per aiutare i paesi in via di sviluppo a ridurre le emissioni e ad adattarsi al riscaldamento globale; al 30 giugno 2013 sul Fondo risultavano versati solo 7,55 milioni di dollari.
Un altro argomento della Conferenza di Varsavia sarà il trasferimento di tecnologia e la condivisione della proprietà intellettuale tra i paesi industrializzati e quelli in via di sviluppo. Storicamente queste discussioni sono state bloccate a causa di disaccordi sul prezzo e sui meccanismi di condivisione relativi alla proprietà intellettuale, quindi alla COP di Varsavia sono attesi nuovi approcci.
Una situazione di stallo che riguarda i negoziati è stata l'insistenza dei delegati degli Stati Uniti affinché Cina e India si conformino agli impegni vincolanti di riduzione delle emissioni, mentre i delegati cinesi e indiani sostengono che sono necessari finanziamenti dai paesi industrializzati prima che tali tagli possano essere eseguiti senza influire sui tassi di crescita del PIL.
L'India e l'Arabia Saudita hanno bloccato un accordo sugli idrofluorocarburi che potrebbe impedire il rilascio in atmosfera sino a 100 miliardi di tonnellate di CO₂ equivalenti entro il 2050: un paragrafo chiave in un progetto di risoluzione che avrebbe accelerato la cooperazione internazionale ai sensi del Protocollo di Montréal veniva cancellato all'ultimo minuto.
I morti, i feriti e le distruzioni causati dal tifone Haiyan sono stati portati all'attenzione dei delegati nella giornata di apertura. In merito al tifone e ai danni causati dal cambiamento climatico, Naderev "Yeb" Saño, capo negoziatore della delegazione delle Filippine, ha ricevuto una standing ovation per aver dichiarato: «In solidarietà con i miei connazionali che stanno lottando per trovare cibo, inizierò ora un digiuno volontario per il clima, ciò significa che mi asterrò volontariamente dal mangiare cibo durante questa Conferenza, sino a quando non sarà in vista un risultato significativo».
Il 21 novembre si è svolto il primo Dialogo tra città e territori regionali, che consisteva nella partecipazione di ministri selezionati, sindaci, leader locali e rappresentanti della società civile per discutere di mitigazione e adattamento su scala locale.

### Proteste
Il G77+Cina, che formano un blocco di 132 paesi in via di sviluppo e meno sviluppati, hanno abbandonato i negoziati sul risarcimento "perdite e danni" per le conseguenze del riscaldamento globale, chiedendo ai paesi sviluppati 100 miliardi di dollari all'anno entro il 2020. Gli attivisti climatici e i paesi così organizzati hanno accusato i diplomatici australiani di non prendere sul serio i colloqui in corso.
D'altronde l'Australia non ha inviato alla Conferenza funzionari di alto livello, sostenendo che nel loro paese erano impegnati ad abrogare la controversa carbon tax. Il primo ministro Tony Abbott, intervistato dal Washington Post: «La carbon tax fa male all'economia e non fa bene all'ambiente. Nonostante una tassa sul di 37 dollari a tonnellata entro il 2020, le emissioni interne dell'Australia stavano aumentando, non diminuendo. La carbon tax era fondamentalmente il socialismo mascherato da ambientalismo, ed è per questo che sarà abolita».
L'ultimo giorno dei lavori WWF, Oxfam, ActionAid, Confederazione sindacale internazionale, Friends of the Earth e Greenpeace hanno abbandonato la Conferenza. Il portavoce di Greenpeace, Gregor Kessler, tuttavia, ha affermato che non avrebbero lasciato Varsavia e che, senza prendere parte alle discussioni, le avrebbero seguite dall'esterno.
Winnie Byanyima, direttrice esecutiva di Oxfam: «[I governi devono] tornare nel 2014 pronti per discussioni significative su come fornire la loro parte delle riduzioni delle emissioni, che secondo gli scienziati sono necessarie, e la loro parte del denaro necessario per aiutare i paesi più poveri e più vulnerabili ad adattarsi».
Le sei ONG hanno rilasciato una dichiarazione congiunta: «Organizzazioni e movimenti che rappresentano persone provenienti da ogni angolo della Terra hanno deciso che il miglior uso del nostro tempo è ritirarsi volontariamente dai colloqui sul clima di Varsavia. La conferenza sul clima di Varsavia, che avrebbe dovuto essere un importante passo nella giusta transizione verso un futuro sostenibile, è sulla buona strada per non produrre praticamente nulla».

### Conclusioni
I negoziatori e i ministri erano in una situazione di stallo e la Conferenza si è protratta di un giorno oltre la data prevista del 22 novembre. Si è quindi deciso che gli impegni per i Contributi determinati a livello nazionale (NDC) saranno presentati entro la fine del primo trimestre 2015 in vista della Conferenza di Parigi a fine 2015 (Decision 1/CP.19, art. 2, comma b).
Inoltre è stato stabilito il Meccanismo internazionale di Varsavia, per fornire esperienza e possibilmente aiuto alle nazioni in via di sviluppo per far fronte a perdite e danni causati da eventi estremi come ondate di caldo, siccità, inondazioni e minacce come l'innalzamento del livello del mare e la desertificazione (Decision 2/CP.19, art. 1).

I negoziati sono proseguiti sugli aiuti che i paesi sviluppati dovrebbero pagare per favorire il taglio delle emissioni da parte dei paesi in via di sviluppo.
I paesi ricchi, dopo essersi impegnati a versare 100 miliardi di dollari all'anno dopo il 2020 rispetto ai 10 miliardi di dollari all'anno tra il 2010 e il 2012, hanno resistito alle richieste di fissare obiettivi per il resto del decennio. La bozza di risoluzione della Conferenza ha solo menzionato la fissazione di «livelli crescenti» di aiuti (Decision 3/CP.19).

## Criticità

### Organizzatori
Gli organizzatori polacchi della COP19 sono stati fortemente criticati per aver pubblicato un commento sul sito internet della Conferenza sui presunti vantaggi dello scioglimento dei ghiacci nell'Artico, affermando che «Potremo navigare dall'Asia e dall'America verso l'Europa attraverso una rotta più breve. [...] Potremo anche costruire nuove piattaforme di perforazione e recuperare risorse naturali nascoste sotto il fondo del mare. Rincorreremo pirati, terroristi ed ecologisti che verranno a perdere il loro tempo».

Bryony Worthington, della Camera dei Lord e attivista ambientale, ha commentato che il testo era «oltraggioso e dovrebbe essere ritirato». Robert Cyglicki, direttore di Greenpeace Polonia, ha dichiarato: «Questi blog mostrano che il governo polacco non è l'ospite più credibile per i prossimi negoziati sul clima: mantenere i combustibili fossili nel sottosuolo chiaramente non è nella loro agenda».

Alcune ore dopo sul sito è stato pubblicato un nuovo messaggio: «Il nostro recente articolo sul passaggio a nord-ovest è stato ampiamente discusso ma purtroppo frainteso. I lettori hanno considerato l'imminente, amaro, ma purtroppo possibile scenario come un'opzione che ci piace. A noi no. [...] la questione è davvero molto seria».

### Paesi industrializzati
L'Agenzia internazionale dell'energia ha continuamente sollecitato i paesi industrializzati a ridurre i sussidi ai combustibili fossili. Si prevede che queste azioni di sovvenzione non saranno messe in discussione.
Diversi paesi che hanno partecipato alla COP19 sono stati criticati per gli scarsi risultati sull'inquinamento ambientale rispetto agli obiettivi dichiarati. Mentre gli Stati Uniti hanno ridotto le proprie emissioni di CO2 di ~11% nel 2013 rispetto al 2007, la riduzione più grande di qualsiasi paese, altri paesi non hanno fatto altrettanto.

## Pubblicazioni
- (EN) Segretariato UNFCCC, Report of the Conference of the Parties on its nineteenth session, held in Warsaw from 11 to 23 November 2013. Addendum. Part one: Action taken by the Conference of the Parties at its nineteenth session (PDF), Varsavia, UNFCCC, 31 gennaio 2014.
- (EN) Segretariato UNFCCC, Report of the Conference of the Parties on its nineteenth session, held in Warsaw from 11 to 23 November 2013. Addendum. Part two: Action taken by the Conference of the Parties at its nineteenth session (PDF), Varsavia, UNFCCC, 25 settembre 2014.